# Китайско-малайзийские отношения
Китайско-малайзийские отношения — двусторонние дипломатические отношения между Китаем и Малайзией, установленные в мае 1974 года. В 2021 году двусторонний товарооборот достиг 176,8 млрд долларов.

## История
Дипломатические отношения между Китаем и Малайзией были установлены в мае 1974 года. Для этого Пекин посетил премьер-министр Малайзии Абдул Разак бин Хусейн.
В 1994 году Куала-Лумпур посетил Цзян Цзэминь.
В мае 2004 года Пекин посетил премьер-министр Малайзии Абдулла Ахмад Бадави.
В декабре 2005 года глава Государственного совета Китайской народной республики Вэнь Цзябао посетил Малайзию.
В июле 2007 года в Пекин был направлен министр иностранных дел Малайзии Сайед Хамид Албар.
В июне 2009 года Пекин посетил премьер-министр Малайзии Наджиб Разак.
В ноябре 2009 года Малайзию посетил Ху Цзиньтао
В октябре 2013 года председатель Китайской народной республики Си Цзиньпин находился в Малайзии с официальным визитом.
В 2024 году председатель Государственного совета Китайской народной республики Ли Цян посетил Куала-Лумпур.

## Экономические отношения
Объём двусторонней торговли в 1996—2003 годах увеличился с 3,7 млрд долларов до 14 млрд долларов. В 2012 году двусторонний товарооборот составил около 95 млрд долларов. В 2021 году двусторонний товарооборот достиг 176,8 млрд долларов.
Взаимные инвестиции характеризовались явным преобладанием малайзийских инвестиций. Так, когда малайзийские инвестиции в Китай составили около 1,2 млрд долларов, то китайские инвестиции в Малайзию составляли около 250 млн долларов.